# Политические партии Германии
В данном списке представлены политические партии Германии:

## Представлены в парламентах
По состоянию на 17 мая 2022 года
| Логотип | Полное название                                                                                            | Официальное сокращение | Идеология                                                               | Мест в Бундестаге | Мест в ландтагах земель | Мест в Европарламенте |
| ------- | --- | ---------------------- | ----------------------------------------------------------------------- | ----------------- | ----------------------- | --------------------- |
|         | Социал-демократическая партия Германии (СДПГ)                                                              | SPD                    | Социал-демократия, проевропейство                                       | 206               | 469                     | 16                    |
|         | Христианско-демократический союз (ХДС)                                                                     | CDU                    | Христианская демократия, консерватизм, проевропейство                   | 152               | 486                     | 23                    |
|         | Союз 90/Зелёные                                                                                            | GRÜNE                  | Зелёная политика, социальный либерализм, проевропейство                 | 118               | 290                     | 21                    |
|         | Свободная демократическая партия (СвДП)                                                                    | FDP                    | Либерализм, проевропейство                                              | 92                | 128                     | 5                     |
|         | Альтернатива для Германии (АдГ)                                                                            | AfD                    | Правый популизм, национализм, национальный консерватизм, евроскептицизм | 83                | 227                     | 10                    |
|         | Христианско-социальный союз в Баварии (ХСС)                                                                | CSU                    | Христианская демократия, консерватизм, баварский национализм            | 45                | 85                      | 6                     |
|         | Левая | DIE LINKE              | Демократический социализм, левый популизм                               | 39                | 137                     | 5                     |
|         | Союз южношлезвигских избирателей                                                                           | SSW                    | Социальный Либерализм, регионализм, интересы национальных меньшинств    | 1                 | 3                       | –                     |
|         | Свободные избиратели                                                                                       | FREIE WÄHLER           |                                                                         | –                 | 33                      | 2                     |
|         | Либерально-консервативные реформаторы (ЛКР)                                                                | LKR                    |                                                                         | –                 | 3                       | 1                     |
|         | Семейная партия Германии                                                                                   | Familie                |                                                                         | –                 | –                       | 1                     |
|         | Эколого-демократическая партия                                                                             | ÖDP                    |                                                                         | –                 | –                       | 1                     |
|         | Партия за труд, правовое государство, защиту животных, поддержку элит и базовые демократические инициативы | Die PARTEI             |                                                                         | –                 | –                       | 1                     |
|         | Партия пиратов Германии                                                                                    | PIRATEN                |                                                                         | –                 | –                       | 1                     |
|         | Вольт Германия                                                                                             | Volt                   |                                                                         | –                 | –                       | 1                     |
|         | Объединённые общественные движения Бранденбурга / Свободные избиратели                                     | BVB/FREIE WÄHLER       |                                                                         | –                 | 5                       | –                     |
|         | Граждане в гневе                                                                                           | BIW                    |                                                                         | –                 | 2                       | –                     |
|         | Граждане для Тюрингии                                                                                      | BfTh                   |                                                                         | –                 | 1                       | –                     |

## Некоторые другие действующие партии
- Низово-демократическая партия Германии[нем.] — dieBasis —
- Союз за обновление и справедливость — BIG —
- Партия Баварии — BP —
- Союз С - Христиане для Германии[нем.] — Bündnis C —
- Движение за гражданские права Солидарность[нем.] — BüSo
- Германская коммунистическая партия — DKP —
- Немецкий социальный союз — DSU —
- Лужицкий альянс —
- Марксистско-ленинская партия Германии — MLPD —
- Новый форум — NF —
- Национал-демократическая партия Германии — NPD —
- Партия Разума — PDV
- Республиканцы — REP —
- Фиолетовые — для духовной политики[нем.] — Die Violetten
- Партия Центра — ZENTRUM —
- Третий путь — III. Weg —
- Партия за биомедицинские исследования в области омоложения — Verjüngungsforschung —

## Исторические партии Германии

### Бывшие партии в ФРГ
- Социалистическая имперская партия (1949—1952)
- Немецкий демократический союз[источник не указан 1359 дней] (1955—1961)
- Немецкая имперская партия (1950—1964)
- Немецкое сообщество[нем.] (1949—1965)
- Немецкая партия (1949—1965)
- Немецкая партия свободы (1962—1965)
- Коммунистическая партия Германии (1948—1968)
- Баденская народная партия (1959—1970)
- Союз свободной Германии (1973—1977)
- Сообщество действий — Четвёртая партия (1975—1978)
- Коммунистическая партия Германии (марксистско-ленинская) (1968—1986)
- Националистический фронт (1985—1992)
- Свободная немецкая рабочая партия (1979—1995)
- Ассоциация за единую перспективу (1986—2000)
- Партия демократического социализма (1990—2007)
- Труд и социальная справедливость — Избирательная альтернатива (2005—2007)
- Серые (1989—2008)
- Коммунистическая партия Германии (Красный рассвет) (1986—2009)
- Немецкий народный союз (1987—2011)
- Христианская Середина[нем.] (1988—2016)
- Партия пенсионеров Германии[нем.] (2002—2016)
- Союз 21/Партия пенсионеров[нем.] (2007—2016)
- Свобода (2010—2016)
- Гражданское движение pro NRW[нем.] (2007—2019)
- Die Einheit (2013—н/д)

### Политические партии ГДР
•СЕПГ(1946-1989)Упразднена) 4 февраля 1990 (преобразована Партию демократического социализма (ПДС)
•Христианско-демократический союз (ГДР)(1945-1990) (вошла в состав западногерманской Христианско-демократический союз Германии)   
•Национально-демократическая партия Германии (ГДР)(1948-1990) (После объединения Германии вошла в состав СвДП.)     
•Демократическая крестьянская партия Германии(1948-1990) (В 1990 году вошла в состав ХДС)      
•Либерально-демократическая партия Германии(1945-1990) (объединились с Свободной демократическая партией)       
•Социал-демократическая партия в ГДР(1989-1990) (26 сентября 1990 г., ещё до окончательного объединения Германии, СДП вошла в состав Социал-демократической партии Германии)        
•Немецкий социальный союз(1990-н.д)         
•Демократический прорыв(1989-1990)          
•Демократический женский союз Германии(1947-1990) (распался вместе с ГДР)           
•Новый форум
•Демократия сейчас(объединилась с союз 90/Зелёные)           
•Инициатива за мир и права человека(объединилась с Новый форум в Альянс 90)           
•Свободная демократическая партия (ГДР)(4 февраля 1990 года-12 февраля 1990 года) (присоединилась к Ассоциации свободных демократов)           
•Объединенные левые (Восточная Германия)(2 октября 1989 года-распались через годы после воссоединения Германии) (но некоторые члены были избраны в Бундестаг по партийному списку ПДС или Зеленых)           
•Восточногерманская партия зеленых(1990-1990) (вошла в состав  союз 90/Зелёные)           
•Партия Немецкого форума(1990-1990) (вошла в состав СвДП)           

### Политические партии Веймарской республики
1. СДПГ
2. Партия Центра
3. КПГ
4. НСДАП (до 1921 года Рабочая партия Германии)

### Другие исторические партии Германской империи
- Германская прогрессистская партия (1861—1884)
- Немецкая партия свободомыслящих (1884—1893)
- Польская социалистическая партия в Пруссии (1893—1919)
- СДПГ (1863-н.д)
- Партия Центра (1870-1933-н.д)
- Консервативная партия (1848-1876)
- Национал-либеральная партия (1867-1918)
- Немецкая ганноверская партия(1867-1933)
- Имперская либеральная партия(1871-1874)
- Всеобщий германский рабочий союз(1863-1875)
- Немецкая народная партия (1868-1910)
- Свободно-консервативная партия (1866-1918)
- Немецкая консервативная партия (1876-1918)
- Либеральный союз (1880-1884)
- Датская партия
- Эльзас—Лотарингские регионалисты
- Немецкая партия свободомыслящих (1884-1893)
- Народная партия свободномыслящих
- Баварская лига фермеров
- Эльзас-Лотарингская партия
- Немецкая аграрная лига
- Союз свободомыслящих
- Партия свободомыслящих Германии
- Экономический союз
- Немецкая реформистская партия
- Независимая социал-демократическая партия Германии(1917-1931)
- Немецкая отечественная партия (1917-1918)
- Христианско-социальная партия (1878-1918)
- Социал-демократическая рабочая партия Германии (1869-1875)
- Прогрессивная народная партия (1910-1918)
- Социалистическая рабочая партия Германии (1875-1890)